# Vladimir Kozlov
Oleg Aleksandrowicz Prudius (ros. Олег Александрович Прудиус; ukr. Олег Олександрович Прудіус - Ołeh Ołeksandrowycz Prudius; ur. 27 kwietnia 1969 w Kijowie) – ukraińsko-amerykański wrestler, komentator wrestlingu oraz aktor. Jednokrotny posiadacz tytułu WWE Tag Team Championship (z Santino Marellą). Jest pierwszym w historii Ukraińcem, który występował w federacji WWE.

## Biogram

### Wczesna kariera
W młodości trenował zapasy w stylu wolnym, rugby, futbol amerykański, sambo, kickboxing, judo, jujutsu, brazylijskie jiu-jitsu i mieszane sztuki walki. W 2005 wygrał zawody Open Heavyweight Sambo Championship oraz International Heavyweight Grappling Championship przy federacji United States Kick-Boxing Association (USKBA). Grywał również w reprezentacji Ukrainy w futbolu amerykańskim oraz w Santa Barbara City College.

### Deep South Wrestling i Ohio Valley Wrestling (2006 – 2008)
W dniu 17 stycznia 2006 Prudius podpisał kontrakt z World Wrestling Entertainment (WWE) po czym został odesłany do federacji rozwojowej Deep South Wrestling (DSW) gdzie rozpoczął treningi w wrestlingu. W połowie kwietnia 2006 zadebiutował pod swoim prawdziwym imieniem i nazwiskiem w walce przeciwko Scottowi Fantastic. Na początku maja 2006 odbył swoją pierwszą walkę w strukturach WWE podczas jednego z house show w San Jose przeciwko Robowi Conwayowi. 
W dniu 18 grudnia 2006 pojawił się w odcinku Raw jako Vladimir Kozlov (nazywano go również Moscow Mauler). Przez kolejne tygodnie pojawiał się w segmentach gdzie przeprowadzano z nim wywiady - Kozlov mówił z charakterystycznym rosyjskim akcentem języka angielskiego oraz podkreślał wyższość własnej siły fizycznej w stosunku do innych wrestlerów federacji WWE. Na początku 2007 został przeniesiony do Ohio Valley Wrestling (OVW) gdzie pod koniec lipca 2007 sięgnął po tytuł OVW Heavyweight Championship pokonując Paula Burchilla, jednak tego samego wieczoru stracił tytuł na rzecz Michaela W. Kruela.

### World Wrestling Entertainment (2008 – 2011)
Na początku kwietnia 2008 Kozlov zaliczył swój oficjalny debiut podczas jednego z odcinków SmackDown jako antagonista. W kolejnych tygodniach pokonywał zawodników takich jak Jimmy Wang Yang, Jamie Noble, czy Funaki. We wrześniu 2008 zaatakował Jeffa Hardy’ego, a następnie Triple H’a i z tą dwójką prowadził rywalizację o tytuł WWE Championship.
W lutym 2009 zakwalifikował się do Elimination Chamber matchu o mistrzostwo WWE Championship podczas gali No Way Out (2009) gdzie został wyeliminowany przez The Undertakera - pomimo tego nadal pozostawał niepokonanym w rywalizacji jeden na jednego (singles match), aż do 2 marca 2009 gdzie przegrał starcie z Shawnem Michaelsem podczas jednego z odcinków Raw. W kwietniu 2009 został przeniesiony do brandu ECW jako część draftu WWE w 2009. W ECW zaczęto rozwijać postać Kozlova w stronę gimmicku byłego rosyjskiego żołnierza - wskazywano na jego umiejętności w sambo i na treningi wojskowe w rosyjskiej armii jakie przeszedł w przeszłości. Od lipca 2009 prowadził rywalizację z Ezekielem Jacksonem oraz występował w tag teamie z Williamem Regalem o nazwie The Ruthless Roundtable.
W lutym 2010 ECW zostało rozwiązane przez Vince’a McMahona i wrestlerzy występujący w tym brandzie zostali wolnymi agentami. W marcu 2010 zaczął występy w brandzie Raw. W maju 2010 Santino Marella rozpoczął starania o przekonanie Kozlova do utworzenia z nim tag teamu. Początkowo Kozlov odmawiał twierdząc, że Marella notorycznie przegrywa pojedynki i nie jest wart uwagi jako zawodnik. W dniu 31 maja 2010 Kozlov przeszedł face turn interweniując w walce Marelli, któremu pomógł pokonać Williama Regala. W połowie czerwca 2010 ponownie pomógł Marelli pokonać Regala poprzez bardzo szybkie odliczenie Regala przypinanego przez Marellę. 
Na początku lipca 2010 Kozlov i Marella zaczęli oficjalnie występować w tag teamie na Raw prowadząc rywalizacje z Regalem i The Great Khalim zarówno na Raw jak i na Superstars - gimmick Kozlova został również zmieniony na bardziej komediowy w związku z występami z Santino Marellą. W kolejnych tygodniach Kozlov i Marella prowadzili różne starcia z debiutującymi The Usos oraz Heathem Slaterem i Justinem Gabrielem (członkami The Nexus). Na początku grudnia 2010 podczas jednego z odcinków Raw pokonali Heatha Slatera i Justina Gabriela o tytuły WWE Tag Team Championship i utrzymali je do lutego 2011 gdzie utracili mistrzostwa podczas gali Elimination Chamber 2011 z powrotem na rzecz Slatera i Gabriela. Na początku marca 2011 Kozlov został trenerem Conora O’Briana w programie NXT Redemption. Pod koniec czerwca 2011 O’Brian został wyeliminowany z NXT, a Kozlov rozpoczął feud z JTG. W sierpniu 2011 został zwolniony z WWE (podobnie jak Chris Masters i DH Smith).

### Inoki Genome Federation (2011 – 2012) i Impact Wrestling/Total Nonstop Action Wrestling (2012 – obecnie)
Pod koniec sierpnia 2011 japońska federacja Inoki Genome Federation (IGF) ogłosiła zatrudnienie Vladimira Kozlova w swoich produkcjach wrestlingowych pod nowym gimmickiem jako Alexander Kozlov. W IGF zadebiutował w dniu 3 września 2011 prowadząc kolejne walki z różnymi wrestlerami tej promocji. W Inoki Genome Federation występował do połowy października 2012. W kwietniu 2021 zadebiutował jako rosyjskojęzyczny komentator wrestlingu w Impact Wrestling na platformie Rutube - również w kwietniu 2021 (po nieco ponad ośmiu latach) powrócił do biznesu wrestlingu jako komentator podczas gali Rebellion (2021). W marcu 2023 ponownie pojawił się w telewizji wraz z Santino Marellą, a w październiku 2023 menedżerował Dirty Dango.

### Inne media
Prudius występował również jako aktor telewizyjny i filmowy. Zagrał w serialu HBO pt. Prawo ulicy oraz zaliczał występy cameo w ukraińskich serialach telewizyjnych takich jak Roksalana. W 2002 odegrał rolę ochroniarza mafii w filmie 25. godzina, a w 2007 w fikcyjnym zwiastunie pt. Werewolf Women of the S.S. z serii Grindhouse wyreżyserowanym przez Roba Zombie. Pojawił się również w 7. sezonie serialu Tożsamość szpiega (2013). Udzielał się także jako kaskader w filmach Szybcy i wściekli 6 oraz John Wick 2. Wystąpił również w chińskim filmie akcji Wolf Warrior 2. W 2019 wystąpił w serialu telewizyjnym Marvela - Punisher. Jego postać pojawiła się grach komputerowych spod znaku WWE: WWE SmackDown vs. RAW 2010, WWE SmackDown vs. RAW 2011 i WWE ’12.

### Tytuły i osiągnięcia

#### Sztuki walki
- Sambo
  - USA Open Heavyweight Sambo Championship (2005)
- Grappling
  - United States Kick-Boxing Association International Heavyweight Grappling Championship

### Wrestling
- Ohio Valley Wrestling
  - OVW Heavyweight Championship (1 raz)
- Pro Wrestling Illustrated
  - Sklasyfikowany na 53. miejscu wśród 500 wrestlerów w zestawieniu PWI 500 za 2009 rok.
- World Wrestling Entertainment/WWE
  - WWE Tag Team Championship (1 raz) – z Santino Marellą
  - Slammy Awards (1 raz)
    - Wschodząca gwiazda roku (Breakout Star of the Year; 2008)
- Wrestling Observer Newsletter
  - Najbardziej przeceniany wrestler (Most Overrated; 2008)
  - Najgorsza walka w wrestlingu (Worst Worked Match of the Year; 2008) vs Triple H i Edge na Survivor Series.

## Życie osobiste i własne przedsięwzięcia
Biegle włada językami ukraińskim i rosyjskim. W 2009 został naturalizowanym obywatelem Stanów Zjednoczonych. W 2014 otworzył własne przedsiębiorstwo produkujące filmy, seriale oraz reklamy telewizyjne o nazwie Quasar Entertainment, w którym piastuje stanowisko wiceprezesa. Jest również twórcą i właścicielem marki napojów alkoholowych o nazwie Moscow Mauler Vodka.